# Christoph Stöckmann

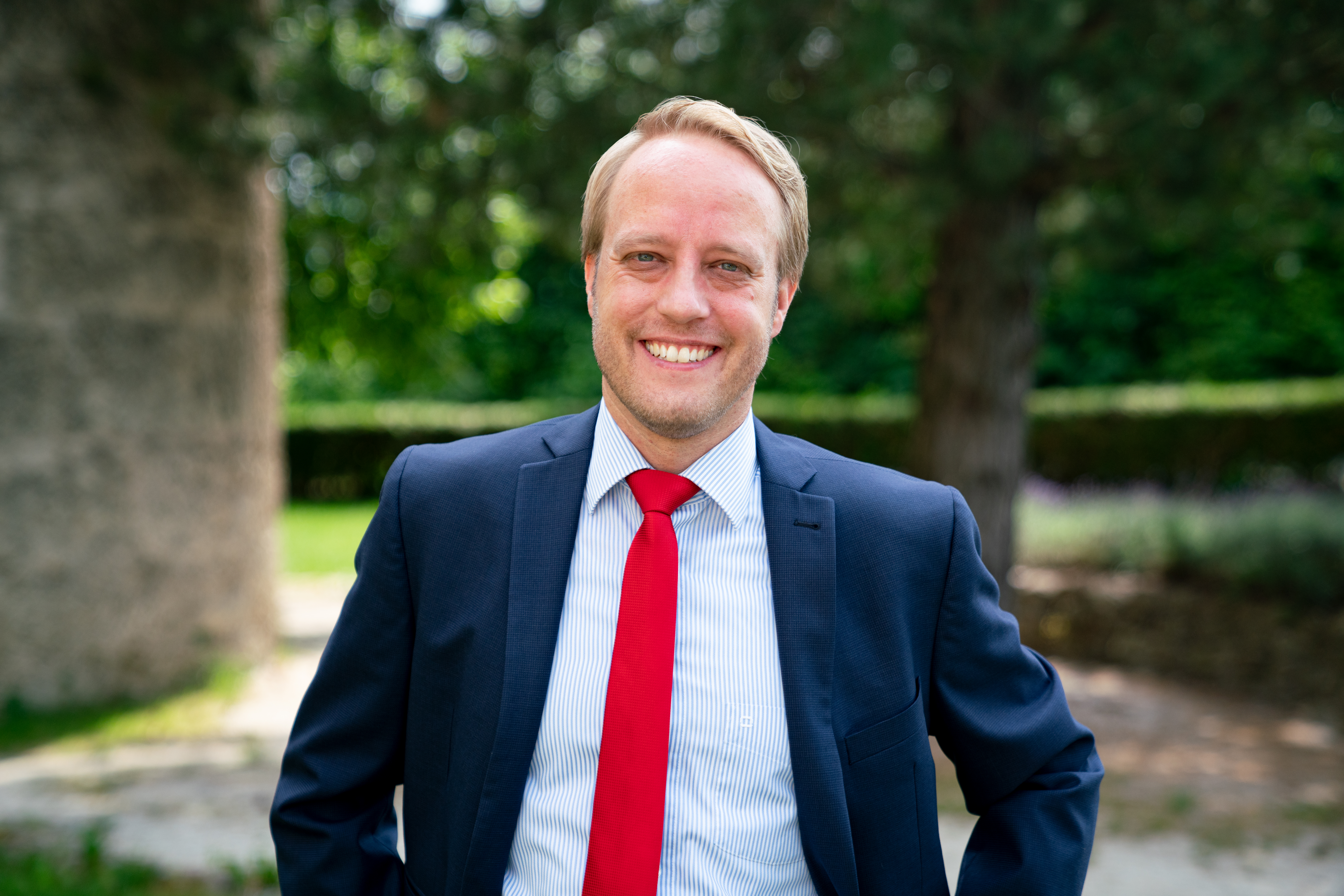
Christoph Stöckmann 2021

Christoph Stöckmann (* 15. Februar 1980 in Essen) ist ein deutscher Wirtschaftswissenschaftler und Universitätsprofessor. Er ist Professor für Allgemeine Betriebswirtschaftslehre, insbesondere Entrepreneurship und Digitale Transformation an der Freien Universität Bozen.

## Leben
Christoph Stöckmann studierte Wirtschaftsinformatik an der Universität Duisburg-Essen. Nach dem Abschluss 2005 arbeitete er als wissenschaftlicher Mitarbeiter am Lehrstuhl für Betriebswirtschaftslehre und Wirtschaftsinformatik, insbesondere E-Business und E-Entrepreneurship. Dort promovierte er 2009 mit einer Arbeit über entrepreneuriales Management in der ICT-Branche. 2018 habilitierte er sich mit einer Arbeit über unternehmerisches Verhalten auf der Ebene von Individuen, Teams und Organisationen im Fach Betriebswirtschaftslehre.
Von 2018 bis 2022 war er Universitätsprofessur für Innovation und Entrepreneurship, insbesondere Digital Business an der Privatuniversität Schloss Seeburg, Seekirchen bei Salzburg, Österreich. Seit 2019 leitete er als Rektor die Privatuniversität.
Im Jahr 2022 folgte er dem Ruf der Freien Universität Bozen und übernahm eine Universitätsprofessur (professore ordinario) für Allgemeine Betriebswirtschaftslehre, insbesondere Entrepreneurship und Digitale Transformation.
Er ist Mitherausgeber des Gabler Kompakt-Lexikons Unternehmensgründung, dem ersten deutschsprachigen Lexikon zur Unternehmensgründung. Zudem mitverantwortete er den European Startup Monitor und den Deutschen Startup Monitor.
Stöckmann ist Mitglied des Präsidiums des Förderkreis Gründungs-Forschung.

## Publikationen
- 2021: Gabler-Kompakt-Lexikon Unternehmensgründung: 2.000 Begriffe nachschlagen, verstehen, anwenden, Springer Gabler, 3. Auflage (Hrsg., zus. mit Tobias Kollmann und Andreas Kuckertz)
- 2020: How management teams foster the transactive memory system–entrepreneurial orientation link: A domino effect model of positive team processes. doi:10.1002/sej.1365, Strategic Entrepreneurship Journal (zus. mit Tobias Kollmann, Simon Hensellek, Julia M. Kensbock und Anika Peschl)
- 2019: I can’t get no sleep—The differential impact of entrepreneurial stressors on work-home interference and insomnia among experienced versus novice entrepreneurs. Journal of Business Venturing, 34 (4), 692-708 (zus. mit Tobias Kollmann und Julia M. Kensbock)
- 2017: Entrepreneurial orientation: The dimensions‘ shared effects in explaining firm performance. Entrepreneurship Theory and Practice, 41 (6), 973-998 (zus. mit Carina Lomberg, Diemo Urbig, Lou D. Marino und Pat H. Dickson)
- 2017: Fear of failure as a mediator of the relationship between obstacles and nascent entrepreneurial activity—An experimental approach, Journal of Business Venturing, 2017, 32 (3), 280-301 (zus. mit Tobias Kollmann und Julia M. Kensbock)
- 2016: Das 1 x 1 des Wissenschaftlichen Arbeitens: Von der Idee bis zur Abgabe, Springer Gabler, 2. Auflage (zus. mit Tobias Kollmann und Andreas Kuckertz).